# Орден Облаков и Знамени
Орден Заоблачной хоругви (кит. 雲麾勳章) — государственная военная награда Китайской Республики, c 1930 года и далее на Тайване.
Нередко награду называют Орденом «Облака и Знамени».

## История
Награда была учреждена 15 июня 1935 года, в период, когда Япония вела экспансию в Китае, после захвата Северо-Восточного Китая и создания там марионеточного государства Манчжоу-го в 1931—1932 годах.
В 1932 году Япония попыталась захватить Шанхай, в 1933 году она оккупировала ряд провинций и готовилась расширить свою экспансию на всю территорию страны.
Орден был учреждён как награда для военнослужащих ВС Китая, за мужество, отвагу и исключительный героизм, проявленные в боях с врагом.
Орденом награждаются как китайцы, так и иностранцы. Нередко в литературе и периодической печати награду называют Орденом «Облака и знамени».

## Степени
Орден имеет 9 степеней.
| Орденские планки                  | Орденские планки          | Орденские планки             |
| --------------------------------- | ------------------------- | ---------------------------- |
|                                   |                           |                              |
| Большая лента специального класса | Большая лента             | Жёлтая Большая лента         |
|                                   |                           |                              |
| Лента отличия специального класса | Лента отличия             | Специальный класс с розеткой |
|                                   |                           |                              |
| Класс с розеткой                  | Лента специального класса | Лента                        |

## Описание
Знак ордена имеет форму восьмиконечной звезды, лучи которой выполнены из золота с алмазной огранкой. На эту звезду наложена ещё одна восьмиконечная звезда белой эмали, между лучами которой расположены стилизованные изображения облаков из белой и голубой эмали. В центральном круглом медальоне синей эмали с каймой красной эмали изображение золотого флага и белых облаков. На один, два или три верхних луча внутренней звезды в зависимости от класса нанесена пятиконечная звезда красной эмали.
Звезда ордена аналогична знаку, но большего размера: для степени Специальной Большой ленты — золотая, для степеней Большой ленты и Жёлтой Большой ленты — серебряная.

## Советские кавалеры ордена
- Иван Прокопьевич Алфёров — гвардии генерал-лейтенант
- Дмитрий Михайлович Добыкин — генерал-лейтенант, кавалер большой ленты специального класса ордена
- Александр Яковлевич Калягин — генерал-лейтенант инженерных войск, кавалер ордена специального класса с розеткой
- Пётр Ермолаевич Ловягин — генерал-лейтенант.
- Кирилл Афанасьевич Мерецков — Маршал Советского Союза, кавалер ордена 1-го класса
- Тимофей Тимофеевич Хрюкин — дважды Герой Советского Союза, генерал-полковник авиации
- Иван Михайлович Чистяков — гвардии генерал-полковник, Герой Советского Союза.
- Василий Иванович Чуйков — Маршал Советского Союза.